# إيستفورد (كونيتيكت)
إيستفورد (بالإنجليزية: Eastford, Connecticut)‏ هي بلدة أمريكية تقع في الولايات المتحدة في Windham County. يقدر عدد سكانها بـ 1,761 نسمة ومساحتها 75.6 كم2 وترتفع عن سطح البحر 199 متر.